# 妈咪大宝达
妈咪大宝达（马）有限公司（Mamee Double-Decker Berhad，MYX: 5282（页面存档备份，存于））是一个马来西亚食品公司，总部在马六甲爱极乐工业区第一地段，大吉隆坡辦事处在梳邦（Subang），旧注册总部在新山城市广场(City Plaza)。
妈咪大宝达于1971年由拿督冯振轩于马六甲创立。1974年推出妈咪面，1980年发售大宝达零食脆条。
妈咪大宝达也发售「薯片先生」（Mister Potato）等品牌食品。